# Diplomata

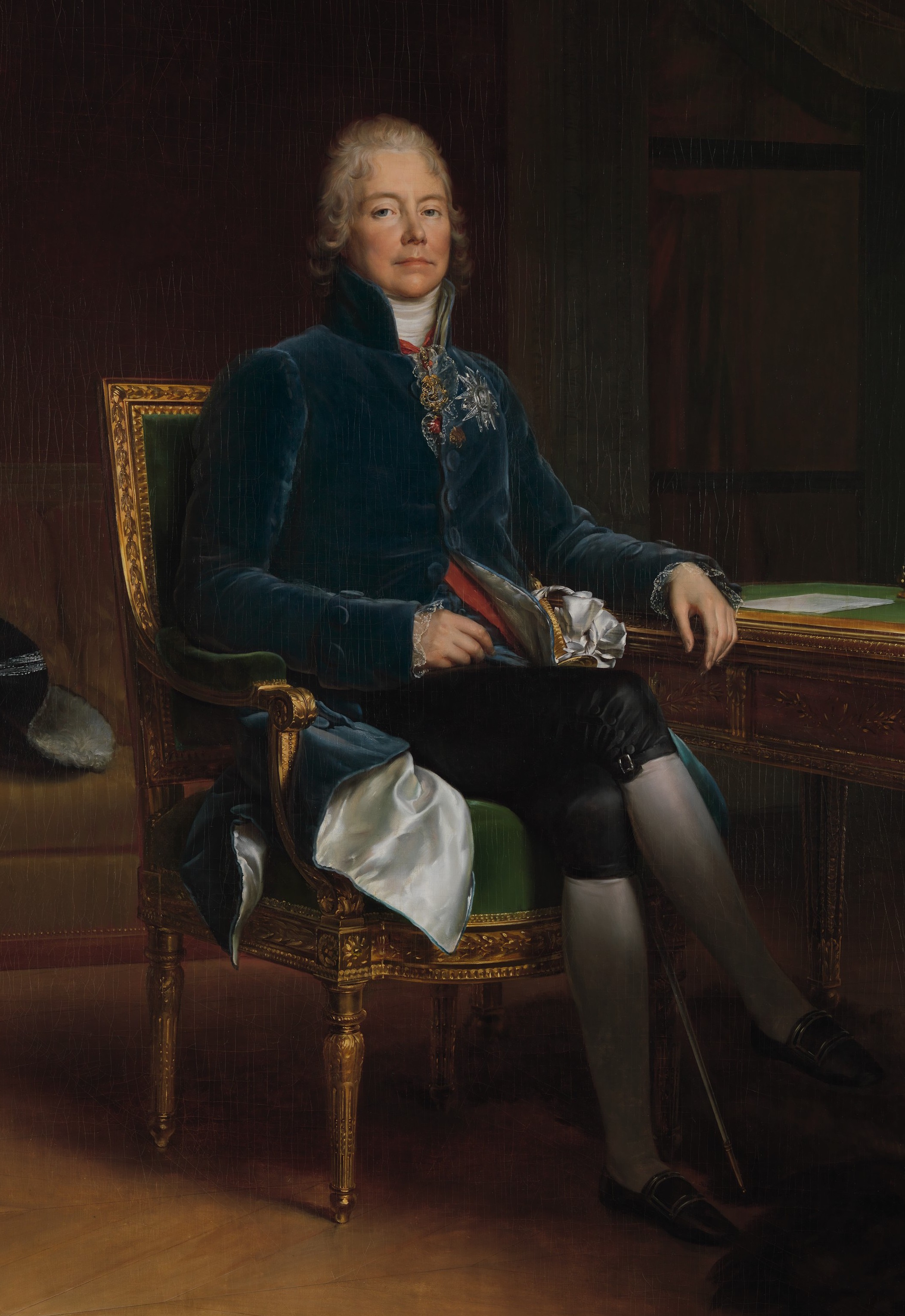
Talleyrand, a 19. század egyik legnevesebb diplomatája

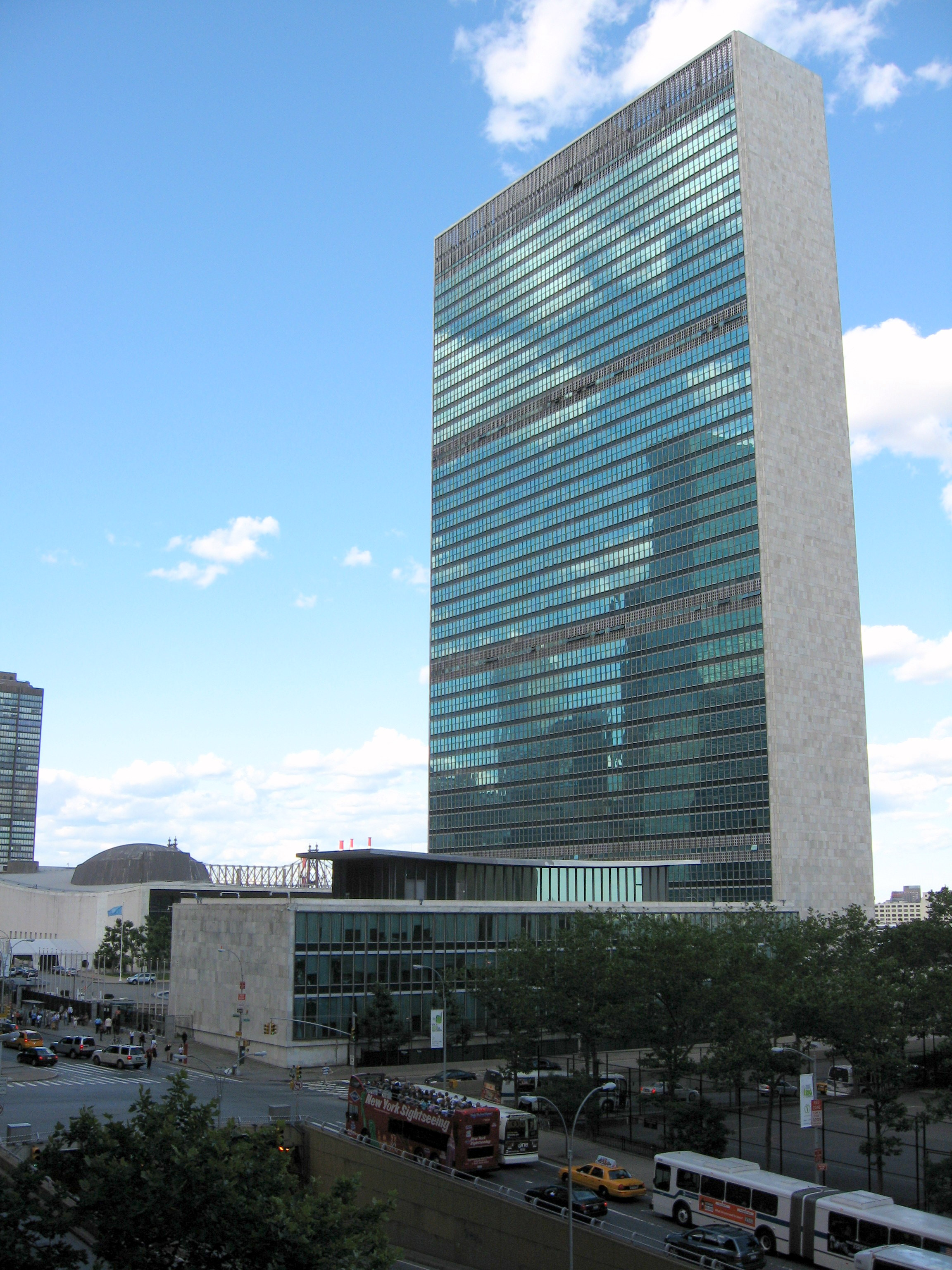
Az ENSZ, a világ legnagyobb diplomáciai szervezete New York-i központja

A diplomata a diplomáciai tevékenységet hivatásszerűen végző, megfelelő szakképesítéssel és nyelvtudással rendelkező állami tisztviselő. A diplomata a fogadó országban a nemzetközi jog által meghatározott diplomáciai mentességekkel és kiváltságokkal rendelkezik.

## A foglalkozás jellemzői
A diplomata a külügyi szolgálatot irányító központi szervnél, jellemzően a külügyminisztériumban, vagy nemzetközi szervezetekben (multilaterális diplomácia), vagy a kétoldalú kapcsolatokban, a külképviseleteken, (nagykövetség vagy konzulátus) végzi munkáját, látja el országának képviseletét. A diplomáciai munkát különböző beosztásokban, diplomáciai rangokba sorolva végzik a tisztviselők.
Legfontosabb feladata, hogy országa külpolitikai céljainak megvalósulását körültekintően és hatékonyan szolgálja. Hazája állampolgárait a képviseleti országban szükség esetén az előírásoknak megfelelően segíti, részükre jogi segítséget nyújt. A külpolitikai kapcsolatok, illetve azon belül saját szakterületének alakulását, eseményeit folyamatosan figyelemmel kíséri, szükség esetén jelentéseket készít. Részt vesz a fogadó ország hivatalos rendezvényein, fogadásain.
Tágabb értelemben diplomatáknak nevezik azokat a politikusokat is, akik aktívak az adott állam külkapcsolatai területén. A legmagasabb rangú diplomata, az adott ország diplomáciai szolgálatának vezetője a külügyminiszter, aki egyben magas rangú politikus is, a kormány tagja.
A nemzetközi jog nem határozza meg, hogy ki lehet diplomata, ez az adott országok saját szabályaitól függ. Történelmileg a diplomaták – különösen a francia forradalom előtt – a főnemesség soraiból kerültek ki, később helyet kaptak a vagyonos polgárság képviselői is. A foglalkozás a 20. század során demokratizálódott. Az egykori szocialista országokban lehetővé vált a széles néprétegekből származó személyek számára is a megfelelő képesítés megszerzése és a diplomáciai szolgálatba állás. A 21. században szinte minden ország komoly szakképzettséghez és megfelelő nyelvtudáshoz köti a diplomaták kinevezését. Az ilyen szakembereket, akik a diplomáciai pályát élethivatásuknak tartják, nevezik karrierdiplomatáknak.
Emellett azonban széles körben létezik a politikai kinevezettek gyakorlata is, amikor vezető diplomáciai posztokra, jellemzően nagykövetnek, politikai érdemeik alapján kerülnek személyek, általában csak egy-egy kiküldetés idejére. Az ilyen esetekben a külképviseletek szakmai munkájának vezetése általában a nagykövet helyettesére, az úgynevezett első beosztottra, a vezető szakképzett diplomatára hárul.

## Képzés
Magyarországon több felsőfokú intézmény foglalkozik nemzetközi szakon diplomata képzéssel mesterszakon. Az alapképzés hat félév. A legismertebbek:
- Budapesti Corvinus Egyetem[4]
- Budapesti Gazdaságtudományi Egyetem[5]
- Kodolányi János Egyetem[6]
- Nemzeti Közszolgálati Egyetem[7]